# Stanton, Northumberland
Stanton är en ort i civil parish Netherwitton, i grevskapet Northumberland i England. Orten är belägen 8 km från Morpeth. Stanton var en civil parish 1866–1955 när det uppgick i Netherwitton. Civil parish hade 70 invånare år 1951.